# Стоєнешть (комуна, Арджеш)
Стоєнешть, Стоєнешті (рум. Stoenești) — комуна у повіті Арджеш в Румунії. До складу комуни входять такі села (дані про населення за 2002 рік):
- Бедень (792 особи)
- Валя-Беденілор (792 особи)
- Котенешть (1039 осіб)
- Лунка-Гиртій (52 особи)
- П'ятра (538 осіб)
- Слобозія (539 осіб)
- Стоєнешть (836 осіб) — адміністративний центр комуни

Комуна розташована на відстані 117 км на північний захід від Бухареста, 50 км на північний схід від Пітешть, 149 км на північний схід від Крайови, 55 км на південний захід від Брашова.

## Населення
За даними перепису населення 2002 року у комуні проживали 4588 осіб. Усі жителі комуни рідною мовою назвали румунську.
Національний склад населення комуни:
| Національність | Кількість осіб | Відсоток |
| -------------- | -------------- | -------- |
| румуни         | 4587           | > 99,9%  |
| угорці         | 1              | < 0,1%   |

Склад населення комуни за віросповіданням:
| Релігія       | Кількість осіб | Відсоток |
| ------------- | -------------- | -------- |
| православні   | 4213           | 91,8%    |
| п'ятдесятники | 226            | 4,9%     |
| лютерани      | 75             | 1,6%     |
| адвентисти    | 44             | 1,0%     |
| бретрени      | 25             | 0,5%     |
| унітарії      | 4              | 0,1%     |
| реформати     | 1              | < 0,1%   |

## Зовнішні посилання
- Дані про комуну Стоєнешть на сайті Ghidul Primăriilor